# 子推蒸饼
子推蒸饼，是中华人民共和国山西省晋中一带的寒食节特产。

## 沿革
子推蒸饼是为纪念晋国大夫介子推而得名。其原料为面粉、猪油、香油、花椒面、大葱、碱面等，通过发酵擀制称大饼，以蒸笼蒸制而成。其口感松软香绵。